# Chris Conrad
Christopher Andrew "Chris" Conrad (nacido el 30 de junio de 1970) es un actor y escritor estadounidense.

## Carrera
Después de que Steven Conrad vendió su guion titulado "Wrestling Ernest Hemingway" de Hollywood, Chris lo siguió hasta la costa oeste, donde se estableció. Interpretó a Johnny Cage en Mortal Kombat: Aniquilación, la secuela de Mortal Kombat (después de que el actor Linden Ashby se negó a repetir el papel). Sin embargo, su personaje fue asesinado en el principio de la película por el emperador Shao Kahn.
Conrad se casó brevemente en 1999. Chris Conrad es conocido como el joven cómico y muscular, Prince Jason en Young Hercules un programa de televisión de la cadena FOX. Chris regresó a su natal Florida para enseñar en una pendiente en su carrera como actor, pero regresó a Hollywood y a la actuación en 2006. Actualmente es el Bowflex protagonista y estrella invitada en la televisión en series como Bones y Criminal Minds. 
En 2008, fue visto en las películas Portal y The Promotion.

## Filmografía

### Películas
| Año  | Títulos                     | Rol               | Notas               |
| ---- | --------------------------- | ----------------- | ------------------- |
| 1993 | Airborne                    | Jack              | Film debut          |
| 1994 | The Next Karate Kid         | Eric McGowen      |                     |
| 1994 | The Specialist              | Officer           |                     |
| 1996 | In the Fold                 | Ens. Tully Vallis | TV movie            |
| 1997 | Sins of the Mind            | Peter             | TV movie            |
| 1997 | Mortal Kombat: Annihilation | Johnny Cage       |                     |
| 1998 | Lovers and Liars            | Eric              |                     |
| 2008 | The Promotion               | Teddy Grahams     |                     |
| 2013 | Atila                       | Vitto             |                     |
| 2013 | 3 Days in Havana            |                   | Productor Executivo |
| 2016 | Option Zero                 | Trevor            |                     |

### Televisión
| Año           | Título                           | Rol             | Notas                                   |
| ------------- | -------------------------------- | --------------- | --------------------------------------- |
| 1994          | Rebel Highway                    | Jack            | Episode: "Jailbreakers"                 |
| 1994          | JAG                              | Sergeant Lowell | Episode: "Big Break"                    |
| 1998          | Hercules: The Legendary Journeys | Young Jason     | 3 episodes                              |
| 1998–1999     | Young Hercules                   | Young Jason     | 37 episodios                            |
| 2006          | Bones                            | Agent           | Episodio: "Mother and Child in the Bay" |
| 2006          | Criminal Minds                   | Deputy Mack     | Episode: "The Boogeyman"                |
| 2007          | The Erotic Traveler              | Edward          | Episode: "Naked Pearls"                 |
| 2007          | Life                             | SWAT Cop        | Episodio: "The Fallen Woman"            |
| 2011          | Connie Banks the Actor           | Connie Banks    |                                         |
| 2015–2018     | Patriot                          | Dennis McClaren | Elenco principal                        |
| 2019–presente | Perpetual Grace, LTD             | New Leaf        | Elenco principal                        |